# Phenacoccus baccharidis
Phenacoccus baccharidis är en insektsart som beskrevs av Williams 1987. Phenacoccus baccharidis ingår i släktet Phenacoccus och familjen ullsköldlöss. Inga underarter finns listade i Catalogue of Life.